# Jargon militaire
Le jargon militaire est un sociolecte utilisé par les soldats et les historiens militaires. Il est composé d'un glossaire de termes technologiques, d'argot et d'abréviations ou de titres désignant des institutions ou des types d'opérations ou de procédures administratives militaires.

## Langue française

### Argot de l'Armée de terre française
À l'époque de la conscription obligatoire du temps de paix :
- le « certif de bon cowboy » était le "certificat de bonne conduite", décerné à la fin du temps réglementaire.
- la « quille » désignait la fin du service militaire ;
- un « gégène » est un général
- un « colon » ou un "cinq galons" est un colonel
- un "lieut'co" ou un "cinq galons panachés" est un Lieutenant-colonel
- un « comanche » est un commandant
- un « 'pit » est un capitaine
- un « lieut '» est un lieutenant
- un « aspi » est un aspirant
- un « sous-off '» est un sous-officier
- un « juteux » est un adjudant
- un « serpat ' » est un sergent ; un « margis » est un maréchal des logis
- un « cabot » est un caporal ; un « bricard » est un brigadier
- un « troufion » est un soldat ;
- un « piou piou », un « pousse-cailloux », un « biffin » est un fantassin ;
- « aller au casse-pipe »  veut dire aller à la guerre.  « Casser sa pipe » veut dire mourir ;
- un « grognard » est un soldat de la Vieille Garde Impériale ;
- la roulante est la cantine ;

- l'Armée roulante désigne vers 1800 l'ensemble des malfaiteurs et trainards suivant l'armée régulière en opération
- « hop dans le gosier » est utilisé, depuis un toast porté par un popotier lors du gala de sa promotion, par le soldat voulant ignorer un ordre absurde de son supérieur.

### Argot de la Marine nationale française
La Marine nationale (appelée par les marins "la Royale") possède sa propre terminologie et son propre argot.
- un « chouf » : un quartier-maître chef ;
- un « crabe » : un quartier-maitre[1] ;
- un « cipal »: un maitre principal ; dans la Marine nationale, "adjudant" est une fonction, par conséquent, l'officier-marinier qui l'exerce n'est pas appelé 'mon adjudant', ni 'adjudant', il est désigné par son grade ;
- un « midship » est un aspirant ;
- une « banette » est une couchette ; « faire banette » signifie aller se coucher ;
- une « coursive » : un couloir dans un bâtiment [navire] et par extension[à terre] ;
- un « bidel » : désigne le capitaine d'arme (officier-marinier responsable de la discipline à bord d'un bâtiment [un bâtiment étant, dans la marine, le terme employé par désigner un bateau quel que soit son type])
- un « bachi » : bonnet de marin au pompon rouge
- le "pacha" : le commandant d'un bâtiment (quel que soit son grade)
- le "patron" : la personne qui commande une petite embarcation (barcasse, canot, vedette, navette transrade, etc. ), le titre peut n'être que de circonstance si la personne concernée n'a pas habituellement la responsabilité de l'embarcation)

## Langue anglaise
- Liste d'acronymes argotiques militaires américains
- List of U.S. Air Force acronyms and expressions (en)

## Langue allemande

### Argot militaire
- un « Spiess » est un adjudant de compagnie.
- un « Jabo » (abréviation de Jagdbomber) est un chasseur-bombardier
- un « Kaleunt » (abréviation de Kapitan-Leutnant) est un lieutenant de vaisseau commandant d'U-Boot (sous-marin de l'Ubootwaffe).